# 李善一
李善一（1921年12月—），中华人民共和国政治人物、外交官、畫家。

## 生平
出生於山东省龙口市小栾家疃村，就讀崇实中学。1939年加入八路军。在抗日戰爭和第二次國共內戰期間進行宣传和美术工作。
1961年調至外交部任職。1975年，担任中华人民共和国驻古巴大使。1982年，接替周伯萍担任中华人民共和国驻扎伊尔共和国大使。1985年，由安国政接任。
離休後，擔任外交部老年书画研究会副会长、外交学会理事、公共关系协会高级顾问、中国书画家联谊会艺术顾问、中国老年书画研究会顾问等職。1990年首度舉辦個人畫展。1999年，《李善一画选》由上海人民美术出版社出版。